# Marie-Claire de Fleix
Marie-Claire de Bauffremont (1618-1680), comtesse de Fleix, est la première dame d'honneur de la reine Anne d'Autriche de 1643 à 1666.

## Biographie
Fille d'Henri de Bauffremont, marquis de Sennecey et de Marie-Catherine de La Rochefoucauld, elle épouse en 1637 Jean-Baptiste-Gaston de Foix-Candale, comte de Fleix.
Sa mère, favorite de la reine Anne, a été bannie de la cour par le cardinal de Richelieu, et quand Anne devient régente en 1643, elle rappelle la mère et la fille, et les nomme respectivement gouvernante des enfants royaux et première dame d'honneur.
À la demande de sa mère, elle hérite de son titre de duchesse de Randan. Elle hérite aussi du titre de marquise de Sennecey après la mort sans postérité de son frère en 1641.

## Sources
- Ruth Kleinman, Anne of Austria, Queen of France, Ohio State University Press, 1985  (ISBN 0-8142-0429-5).